# Kontula (Helsinki)
Kontula (en suédois : Gårdsbacka) est une section du quartier de Mellunkylä à Helsinki en Finlande.

## Description
Kontula a une superficie de 2,71 km2, elle accueille 14 031 habitants.

## Transports

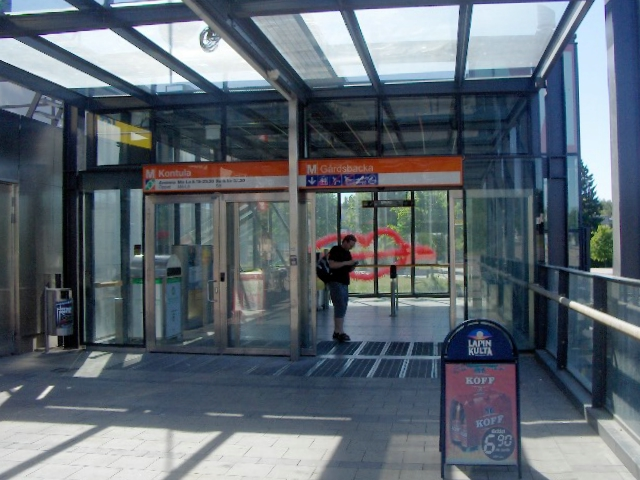
Station de métro de Kontula.

### Métro
Les transports en commun de Kontula au centre-ville d'Helsinki sont assurés des liaisons fréquentes du métro d'Helsinki depuis la station de métro Kontula, qui a été ouverte à la circulation le 1er novembre 1986.
La station de métro est située sur le tronçon Itäkeskus – Mellunmäki.

### Transports par bus
Les bus de la région d'Helsinki desservent Kontula:
- Runkolinja 560, Rastila - Vuosaari - Mellunmäki - Kontula - Malmi - Paloheinä - Myyrmäki - Honkasuo

Connexions avec la station de métro Kontula
- 57 Kontula - Latokartano - Käpylä - Munkkivuori - Munkkiniemi
- 94 Itäkeskus - Porttitie - Kontula (M) - Kontulankaari
- 94A Kotikonnuntie - Kontula (M) - Kivikko - Kontula (M) - Kotikonnuntie
- 94B Kontula - Kivikonlaita
- 95 Itäkeskus - Mellunmäki - Kontula - Keinutie

Lignes de petits véhicules partant de Kontula (M): 
- 811 Kivikko - Kontula (M) - Mellunmäki - Länsimäki
- 812 Myllypuro - Mellunmäki

Yölinjat:
- 92N Rautatientori - Myllypuro - Kontula (M) - Kivikko - Keinutie
- 94N Rautatientori - Roihuvuori - Kontula (M) - Kontulankaari

## Galerie

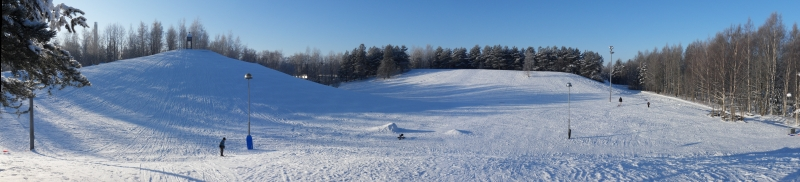
Le Parc Kelkkapuisto.